# Tyler Breeze
Mattias "Matt" Clement (ur. 19 stycznia 1988 w Penticton w Kanadzie) – kanadyjski wrestler występujący w federacji WWE w brandzie SmackDown pod pseudonimem ringowym Tyler Breeze.

## Kariera profesjonalnego wrestlera

### Wczesna kariera (2007–2010)
Clement zadebiutował w federacji Power Zone Wrestling w 2007 pod pseudonimem ringowym Mattias Wild. Zadebiutował 25 kwietnia 2007; w swojej pierwszej walce pokonał Rage'a O'Riley'a. W 2008, Clement zaczął pracować dla NWA Extreme Canadian Championship Wrestling (ECCW). Jego trenerem był Lance Storm. W maju 2008 wziął udział w turnieju ECCW Pacific Cup; odpadł w drugiej rundzie po przegranej z Billym Suede. W 2010 zaczął pracować dla Prairie Wrestling Alliance, podczas pobytu w federacji stał się PWA Canadian Tag Team Championem. 11 września 2010, Clement powrócił do ECCW i przegrał walkę z Billym Suede.

### World Wrestling Entertainment / WWE

#### Florida Championship Wrestling (2010–2012)
Jeszcze w 2010 Clement podpisał kontrakt z World Wrestling Entertainment (WWE) i został przypisany do ówczesnej rozwojówki federacji – Florida Championship Wrestling (FCW). Przyjął pseudonim Matt Clements i zadebiutował 2 grudnia 2010, na nietransmitowanej w telewizji gali. W styczniu 2011 zmienił pseudonim na Mike McGrath, a trzy miesiące później na Mike Dalton.
Debiut telewizyjny Mike'a Daltona odbył się 17 lipca 2011 na odcinku tygodniówki FCW TV; przegrał walkę z Alexandrem Rusevem. W grudniu Dalton stał się pretendentem do tytułu FCW Florida Heavyweight Championship. 2 lutego 2012 pokonał Leo Krugera w walce o mistrzostwo. Jego panowanie trwało zaledwie 21 dni; utracił tytuł na rzecz Krugera w walce rewanżowej. W czerwcu zdobył FCW Florida Tag Team Championship w drużynie z Leakee'em. Dalton i Leakee utracili tytuły miesiąc później, na rzecz CJ'a Parkera i Jasona Jordana.

#### NXT (2012–2015)
20 czerwca 2012, Dalton pojawił się na odcinku tygodniówki odnowionego NXT; wraz z CJ'em Parkerem przegrał walkę drużynową przeciwko The Ascension. Na początku 2013, z powodu nikłego zainteresowania Daltonem przez fanów, oficjele WWE zdecydowali zmienić wizerunek Clementa. 24 lipca na odcinku NXT, Clement zadebiutował jako Tyler Breeze. Przyjął gimmick narcystycznego "ładnego chłopca", zaczął wykonywać sobie selfie podczas wejścia i walk. Pomysłodawcą nowego wizerunku był sam Clement. Niedługo po debiucie, Breeze rozpoczął rywalizację z CJ'em Parkerem. Breeze i Parker zawalczyli wspólnie w tag team matchu przeciwko Enzo Amore'owi i Colinowi Cassady'emu, lecz przegrali po tym jak Parker odmówił zmiany z Breezem. 16 października na odcinku NXT, Breeze wygrał walkę z Parkerem, lecz dwa tygodnie później to Parker pokonał Breeze'a w walce rewanżowej; ten pojedynek zakończył ich rywalizację.
W grudniu, Breeze pomógł Bo Dallasowi obronić NXT Championship w walce przeciwko Adrianowi Neville'owi; doprowadziło to do walki pomiędzy Breezem a Neville’em 15 stycznia 2014 na odcinku NXT; Neville wyszedł zwycięsko z tego pojedynku oraz z walki rewanżowej odbytej miesiąc później. 27 lutego na gali NXT Arrival, Breeze miał zawalczyć z Xavierem Woodsem, lecz przed walką obaj zawodnicy zostali zaatakowani przez Alexandra Ruseva. 8 maja na odcinku NXT, Breeze wziął udział w 20-osobowym battle royalu, którego zwycięzcami przez remis okazali się on, Sami Zayn i Tyson Kidd. Breeze zawalczył z Zaynem i Kiddem w Triple Threat matchu; stracie wygrał Kidd. 29 maja na specjalnej gali NXT TakeOver, Breeze pokonał Zayna w walce o miano pretendenckie do NXT Championship. W czerwcu doznał kontuzji palca, która wymusiła na nim miesięczną przerwę od występów w ringu. Powrócił w lipcu, zaś 14 sierpnia na odcinku NXT zawalczył z Neville’em o NXT Championship, lecz nie zdobył tytułu przez dyskwalifikację spowodowaną interwencją Kidda. Niedługo potem, Kidd pokonał Breeze'a w walce jeden na jednego. 11 września na gali NXT TakeOver: Fatal 4-Way odbył się Fatal 4-Way match o tytuł mistrzowski NXT; Breeze, Zayn i Kidd nie zdołali pokonać mistrza Neville'a. Trzy dni wcześniej, Breeze zadebiutował w głównym rosterze na odcinku tygodniówki Raw, aby wypromować nadchodzące starcie.
W styczniu 2015, Breeze wziął udział w turnieju mającym wyłonić pretendenta do NXT Championship. Odpadł już w pierwszej rundzie, po przegranej z Hideo Itamim. Itami pokonał Breeze'a po raz kolejny, na gali NXT TakeOver: Rival. Do rywalizacji Breeze'a z Itamim dołączył Finn Bálor; doprowadziło to do Triple Threat matchu o miano pretendenckie do głównego tytułu mistrzowskiego NXT. Przed walką, Itami został zaatakowany, a Triple Threat zamieniono na zwykły pojedynek pomiędzy Breezem a Bálorem, który ten drugi wygrał. W lipcu 2015, na gali NXT TakeOver: Brooklyn, Breeze przegrał walkę z Jushinem Thunder Ligerem. Breeze wziął udział w turnieju Dusty Rhodes Tag Team Classic w drużynie z Bullem Dempsey'em. Zostali wyeliminowani w pierwszej rundzie przez Tommaso Ciampę i Johnny'ego Gargano. 7 października na gali NXT TakeOver: Respect, Breeze przegrał pojedynek z Apollem Crewsem.

#### Główny roster (od 2015)
22 października 2015, Breeze zaatakował Dolpha Zigglera podczas segmentu Miz TV. 9 listopada na odcinku Raw, Breeze przegrał z Deanem Ambrosem w pierwszej rundzie turnieju o WWE World Heavyweight Championship. Breeze kontynuował swoją rywalizację z Zigglerem; wygrał z nim walkę na gali Survivor Series. Dzień później, Ziggler pokonał Breeze'a w rewanżu na Raw, a także trzy dni później na SmackDown. 24 stycznia 2016 na gali Royal Rumble, Breeze wziął udział w Royal Rumble matchu, lecz został z niego wyeliminowany przez Romana Reignsa i AJ'a Stylesa. 15 lutego na odcinku Raw, zawalczył w Fatal 5-way matchu o WWE Intercontinental Championship, lecz został przypięty przez Kevina Owensa. Na WrestleManii 32, Breeze wziął udział w Andre the Giant Memorial Battle Royalu, lecz został wyeliminowany przez Marka Henry'ego.
28 kwietnia, Breeze połączył siły z R-Truthem. 2 maja pokonał Goldusta dzięki interwencji Trutha, a 12 maja Breeze i Truth pokonali Goldusta i Fandango. Po walce doszło do podwójnego turnu; Breeze sprzymierzył się z Fandango i wraz z nim zaatakował R-Trutha i Goldusta. "Breezango" pokonało "Golden Truth" dwukrotnie: 16 i 26 maja. Przegrali jednak starcie na Money in the Bank. W lipcu, Breezango zostało przeniesione do brandu SmackDown wskutek przywrócenia podziału rosteru na brandy. 24 lipca na gali Battleground, Breeze i Fandango pokonali The Usos w tag-team matchu podczas pre-showu. Na gali SummerSlam, Breezango wzięło udział w 12-osobowym tag team matchu, który przegrali. Wspólnie wzięli udział w turnieju wyłaniających pierwszych posiadaczy WWE SmackDown Tag Team Championship, lecz zostali wyeliminowani w pierwszej rundzie przez American Alpha. 8 listopada na tygodniówce SmackDown pokonali The Vaudevillains i zakwalifikowali się do tag-teamowej drużyny SmackDown w 10-on-10 Survivor Series Tag Team Elimination matchu na gali Survivor Series; podczas pojedynku zostali szybko wyeliminowani przez The New Day z zespołu Raw.

## Mistrzostwa i osiągnięcia
- Florida Championship Wrestling
  - FCW Florida Heavyweight Championship (1 raz)
  - FCW Florida Tag Team Championship (1 raz) – z Leakee'em
- Prairie Wrestling Alliance
  - PWA Canadian Tag Team Championship (1 raz) – z Danem Myersem[8]
- Pro Wrestling Illustrated
  - PWI umieściło go na 61. miejscu w top 500 wrestlerów rankingu PWI 500 w 2015[52]